# ویکی‌پدیای کره‌ای
ویکی‌پدیای کره‌ای (به کره‌ای: 한국어 위키백과) نسخه کره‌ای زبان وبگاه ویکی‌پدیا است و در اکتبر ۲۰۰۲ ایجاد شده‌است و در ۲۵ مه ۲۰۰۸ به ۶۰٬۰۰۰ مقاله رسید، این ویکی در ۱۵ دسامبر ۲۰۱۰ تعداد مقالاتش از مرز ۱۵۰٬۰۰۰ مقاله گذشت.
تا تاریخ ۳۰ مه ۲۰۱۱ این دانش‌نامه با بیش از ۱۶۳٬۰۰۰ مقاله در رتبهٔ بیست‌ودوم ویکی‌پدیاها قرار داشت.
ویکی‌پدیای کره‌ای، هم‌اکنون ۲۵ مارس ۲۰۲۵ میلادی، تعداد ۸۸۴٬۹۳۷ کاربرِ ثبت‌نام‌کرده، ۳۰ مدیر، و ۷۰۰٬۳۲۳ مقاله دارد.